# Muricella rosea
Muricella rosea är en korallart som först beskrevs av Nutting 1910.  Muricella rosea ingår i släktet Muricella och familjen Acanthogorgiidae. Inga underarter finns listade i Catalogue of Life.